# ダイナガリバー
ダイナガリバー（欧字名:Dyna Gulliver、1983年3月23日 - 2012年4月26日）
は日本の競走馬、種牡馬。主な勝ち鞍に1986年の東京優駿、有馬記念、共同通信杯4歳ステークス。
社台グループにおける初の日本ダービー優勝馬となった。半兄に、マイラーズカップなど重賞3勝を挙げたカズシゲがいる。

## 競走馬時代

### 3歳時（1985年）
デビューは1985年8月の函館での新馬戦。1番人気に支持されながら2着に終わったが、折り返しの新馬戦で1番人気に応えて勝利した。この2戦は吉永正人が騎乗している。
その後、ソエがでて間隔が開き、12月の中山でのオープン特別・ひいらぎ賞に出走。久々の出走に加えて初の2000mという事で3番人気だったが、レースでは2着のマウントニゾンに1馬身1/4の差を付けて快勝した。このレースからラストランまで増沢末夫が騎乗する事になる。

### 4歳時（1986年）

#### 共同通信杯 - 皐月賞
4歳になり、ダイナガリバーは共同通信杯4歳ステークスから始動した。1番人気に支持されたこのレースでは先行して抜け出すというレースぶりで1分48秒7のレースレコードで快勝した。
しかし、次走に予定していたスプリングステークスが降雪のため、翌週に延期された。無理して使っても中1週で皐月賞に挑む事になるため、スプリングステークスをパスしたダイナガリバーはぶっつけで皐月賞に挑む事になった。
皐月賞では朝日杯3歳ステークスの勝ち馬ダイシンフブキに次ぐ2番人気に支持されたが、調整に狂いが生じていたのか動きに鋭さがなく、ダイナコスモスの10着に大敗した。

#### 日本ダービー
第53回日本ダービーは23頭立て、晴れの良馬場という絶好のコンディションで行われた。
社台グループの総裁・吉田善哉は「ダイナガリバーでダービーを獲る」と高らかに宣言したのにもかかわらず、皐月賞の大敗が響き、NHK杯を快勝した関西の秘密兵器ラグビーボール、皐月賞馬ダイナコスモスに次いで3番人気に甘んじた。
1000mを62秒5とスローで流れたこのレースで道中前めにつけ、直線で先頭に立つと、追ってきたグランパズドリームを半馬身抑えて優勝した。騎乗した増沢はこの時48歳7か月5日であり、史上最年長のダービージョッキーとなった。

#### セントライト記念 - 菊花賞
ダイナガリバーの秋初戦はセントライト記念だった。1番人気に支持されたがレジェンドテイオーの4着に敗れた。続く京都新聞杯も2番人気に支持されながらタケノコマヨシの4着に終わり、「ダイナガリバーは右回りでは走らない」「ダイナガリバーはダービーでもう仕事を終えた」と競馬関係者に思われるようになった。ところが、5番人気に人気が落ちたクラシック最終戦の菊花賞では持ち前の先行力を生かして粘り、勝ったメジロデュレンからクビ差の2着に入り、地力をみせた。

#### 有馬記念
有馬記念では、前年の2冠馬ミホシンザン、牝馬3冠馬メジロラモーヌ、天皇賞・秋優勝馬サクラユタカオーに次いで4番人気に支持された。平均ペースで流れたこのレースで道中4番手につけると、直線で内ラチ沿いをしっかりと伸び、同じ馬主のギャロップダイナを2着に引き連れて優勝した。表彰式では吉田がダイナガリバーとギャロップダイナの両馬の手綱を手に取った事で話題になっている。
日本ダービーと有馬記念を制した事が決め手となり、ダイナガリバーは1986年度の優駿賞年度代表馬に選出されている。

### 5歳時（1987年）
5歳となり天皇賞（春）を目指して、日経賞に出走したが3着に終わった。この頃、秋に凱旋門賞に挑戦するためフランスに遠征する計画が持ち上がっていたが、天皇賞前に骨折してしまい、この計画は頓挫してしまった。
秋には骨折が癒え、毎日王冠から復帰したが12着と大敗、続く有馬記念も14着と惨敗し、この有馬記念を最後に引退した。

## 競走成績
以下の内容は、netkeiba.comおよびJBISサーチに基づく。
| 競走日     | 競馬場 | 競走名           | 格   | 距離（馬場）  | 頭 数 | 枠 番 | 馬 番 | オッズ （人気） | 着順 | タイム （上り） | 着差 | 騎手      | 斤量 [kg] | 1着馬（2着馬）         | 馬体重 [kg] |
| ---------- | ------ | ---------------- | ---- | ------------- | ----- | ----- | ----- | --------------- | ---- | --------------- | ---- | --------- | --------- | ---------------------- | ----------- |
| 1985.08.04 | 函館   | 3歳新馬          |      | 芝1200m（良） | 5     | 4     | 4     | 001.60（1人）   | 02着 | R1:12.50000000  | -0.8 | 0吉永正人 | 53        | カツタイフウオー       |             |
| 0000.08.25 | 函館   | 3歳新馬          |      | 芝1200m（良） | 5     | 2     | 2     | 001.50（1人）   | 01着 | R1:12.20000000  | -0.2 | 0吉永正人 | 53        | （バーニングダイナ）   |             |
| 0000.12.21 | 中山   | ひいらぎ賞       | OP   | 芝2000m（良） | 10    | 3     | 3     | 010.60（3人）   | 01着 | R2:04.10000000  | -0.2 | 0増沢末夫 | 54        | （マウントニゾン）     |             |
| 1986.02.09 | 東京   | 共同通信杯4歳S   | GIII | 芝1800m（良） | 9     | 1     | 1     | 001.60（1人）   | 01着 | R1:48.7（49.3） | -0.3 | 0増沢末夫 | 55        | （マウントニゾン）     | 470         |
| 0000.04.13 | 中山   | 皐月賞           | GI   | 芝2000m（良） | 21    | 6     | 15    | 004.90（2人）   | 10着 | R2:03.9（38.6） | -1.8 | 0増沢末夫 | 57        | ダイナコスモス         | 476         |
| 0000.05.25 | 東京   | 東京優駿         | GI   | 芝2400m（良） | 23    | 3     | 6     | 006.60（3人）   | 01着 | R2:28.9（48.6） | -0.1 | 0増沢末夫 | 57        | （グランパズドリーム） | 470         |
| 0000.09.28 | 中山   | セントライト記念 | GIII | 芝2200m（良） | 9     | 1     | 1     | 001.60（1人）   | 04着 | R2:15.0（36.5） | -0.5 | 0増沢末夫 | 56        | レジェンドテイオー     | 472         |
| 0000.10.19 | 京都   | 京都新聞杯       | GII  | 芝2200m（良） | 13    | 3     | 3     | 004.00（2人）   | 04着 | R2:14.6（48.8） | -0.3 | 0増沢末夫 | 57        | タケノコマヨシ         | 484         |
| 0000.11.09 | 京都   | 菊花賞           | GI   | 芝3000m（良） | 21    | 6     | 14    | 009.00（5人）   | 02着 | R3:09.3（49.0） | -0.1 | 0増沢末夫 | 57        | メジロデュレン         | 484         |
| 0000.12.21 | 中山   | 有馬記念         | GI   | 芝2500m（稍） | 12    | 5     | 6     | 007.70（4人）   | 01着 | R2:34.0（37.4） | -0.1 | 0増沢末夫 | 55        | （ギャロップダイナ）   | 482         |
| 1987.04.05 | 中山   | 日経賞           | GII  | 芝2500m（良） | 7     | 6     | 6     | 002.60（2人）   | 03着 | R2:34.6（35.6） | -0.8 | 0増沢末夫 | 58        | ミホシンザン           | 488         |
| 0000.10.11 | 東京   | 毎日王冠         | GII  | 芝1800m（良） | 12    | 4     | 4     | 007.90（4人）   | 12着 | R1:47.8（46.2） | -1.7 | 0増沢末夫 | 59        | ダイナアクトレス       | 470         |
| 0000.12.27 | 中山   | 有馬記念         | GI   | 芝2500m（良） | 16    | 5     | 9     | 011.70（5人）   | 14着 | R2:36.0（35.4） | -2.1 | 0増沢末夫 | 57        | メジロデュレン         | 460         |

## 種牡馬時代
1988年からレックススタッドで種牡馬となり、桜花賞優勝馬ファイトガリバーを含む5頭の重賞馬を出した。内国産種牡馬が冷遇されていた時代において、アンバーシャダイと並ぶノーザンテーストの代表産駒として700頭を越える繁殖牝馬と交配を行い健闘した。
2001年のシーズンを最後に種牡馬生活を退いて去勢され、ノーザンホースパークで功労馬として余生を過ごした。
2012年4月26日、疝痛で死亡した。29歳没。社台スタリオンステーションと桜舞馬公園にダイナガリバーの墓がある。

### 主な産駒
太字は勝利したGI級競走。
- 1989年産
  - ナリタタイセイ（NHK杯）[9]
  - エアインハート（おしどり賞、みちのく賞）[10]
- 1990年産
  - テスコガリバー（阪神障害ステークス（春））[11]
- 1991年産
  - インターライナー（日経賞）[12]
- 1993年産
  - ファイトガリバー（桜花賞）[13]
  - ゴーイングスズカ（目黒記念、福島記念）[14]
- 1995年産
  - アローセプテンバー（マイルグランプリ、東京シティ盃、報知オールスターカップ、報知グランプリカップ、テレビ埼玉杯、京成盃グランドマイラーズ、東京湾カップ、ゴールドカップ）[15]
  - レインボーブレイズ（荒尾ダービー）[16]
- 1996年産
  - トラベラー（東海クイーンカップ、MRO金賞、百万石賞、北國王冠、中日杯）[17]
- 1998年産
  - ガンバレバー（新潟ジュニアカップ）[18]
- 2000年産
  - マジックワルツ（サラブレッドフレッシュカップ、日本海ダービー）[19]
  - マンショウ（春霞賞）[20]

### ブルードメアサイアーとしての主な産駒
- 1997年産
  - ハクシュカッサイ（父ジェイドロバリー、吉野ヶ里記念、九州記念2回、九州大賞典2回）[21]
- 2000年産
  - メイショウバトラー（父メイショウホムラ、小倉大賞典、プロキオンステークス、サマーチャンピオン、シリウスステークス、かきつばた記念、さきたま杯、スパーキングレディーカップ、クラスターカップ、マリーンカップ2回）[22]
- 2002年産
  - マルヨサンデー（父エイシンサンディ、岐阜金賞、白銀争覇）[23]
- 2003年産
  - ピクシーストーン（父ダイナマイトダディ、春霞賞）[24]
- 2007年産
  - ドリームカトラス（父デュランダル、くろゆり賞）[25]

## エピソード
- 生まれたときにバランスの取れた雄大な馬だったので、社台ファームの吉田善哉が生まれたばかりの同馬を見て「ダービー馬が生まれたぞ！」と言った逸話がある。
- しかし顔の鼻までかかる左右不対称の白い部分（大流星）があった。馬産地では「顔に鼻までかかる大流星がある馬は大成できない」が迷信として広まっており、当初は「サクラ」の冠名で知られる全演植が購入するはずだったが、調教師の境勝太郎が「この馬を買われても私は預かりません」と言い、全に購入を断念させた経歴がある。同馬がダービーを勝ったあと、全が境に「あの馬やっぱりダービー勝ったじゃない」と言ったところ、境は「あの馬は松山師の所に行ったから勝てたんだよ。私の所に来てたら勝てなかったよ」と返したが、全の死後に出した著書では「今だから言えるが完全な負け惜しみだった」と書いている。
- 有馬記念の口取り写真には同レースで引退する同馬主の2着馬・ギャロップダイナと2頭で記念写真を撮影した。
- 馬房内で首を左右横に大きく振らす癖（船揺すり。熊癖とも呼ばれる）があり、それが原因で鼻を強打し、怪我をしたことがある。
- 増沢は自身の著書においてダイナガリバーを初めて見た時に「外見が悪い」と感じたと述べている[26]。

## 血統表
| ダイナガリバーの血統（ノーザンテースト系 / Lady Angela4×3=18.75%〈父内〉、Hyperion5×4×4=15.63%） | ダイナガリバーの血統（ノーザンテースト系 / Lady Angela4×3=18.75%〈父内〉、Hyperion5×4×4=15.63%） | ダイナガリバーの血統（ノーザンテースト系 / Lady Angela4×3=18.75%〈父内〉、Hyperion5×4×4=15.63%） | （血統表の出典）   | （血統表の出典） |
| 父 *ノーザンテースト Northern Taste 1971 栗毛                                                    | 父の父Northern Dancer 1961 鹿毛                                                                  | Nearctic                                                                                         | Nearco             | Nearco           |
| 父 *ノーザンテースト Northern Taste 1971 栗毛                                                    | 父の父Northern Dancer 1961 鹿毛                                                                  | Nearctic                                                                                         | Lady Angela        |                  |
| 父 *ノーザンテースト Northern Taste 1971 栗毛                                                    | 父の父Northern Dancer 1961 鹿毛                                                                  | Natalma                                                                                          | Native Dancer      | Native Dancer    |
| 父 *ノーザンテースト Northern Taste 1971 栗毛                                                    | 父の父Northern Dancer 1961 鹿毛                                                                  | Natalma                                                                                          | Almahmoud          |                  |
| 父 *ノーザンテースト Northern Taste 1971 栗毛                                                    | 父の母Lady Victoria 1962 黒鹿毛                                                                  | Victoria Park                                                                                    | Chop Chop          | Chop Chop        |
| 父 *ノーザンテースト Northern Taste 1971 栗毛                                                    | 父の母Lady Victoria 1962 黒鹿毛                                                                  | Victoria Park                                                                                    | Victoriana         |                  |
| 父 *ノーザンテースト Northern Taste 1971 栗毛                                                    | 父の母Lady Victoria 1962 黒鹿毛                                                                  | Lady Angela                                                                                      | Hyperion           | Hyperion         |
| 父 *ノーザンテースト Northern Taste 1971 栗毛                                                    | 父の母Lady Victoria 1962 黒鹿毛                                                                  | Lady Angela                                                                                      | Sister Sarah       |                  |
| 母 ユアースポート 1972 鹿毛                                                                      | 母の父*バウンティアス Bounteous 1958 鹿毛                                                        | Rockefella                                                                                       | Hyperion           | Hyperion         |
| 母 ユアースポート 1972 鹿毛                                                                      | 母の父*バウンティアス Bounteous 1958 鹿毛                                                        | Rockefella                                                                                       | Rockfel            |                  |
| 母 ユアースポート 1972 鹿毛                                                                      | 母の父*バウンティアス Bounteous 1958 鹿毛                                                        | Marie Elizabeth                                                                                  | Mazarin            | Mazarin          |
| 母 ユアースポート 1972 鹿毛                                                                      | 母の父*バウンティアス Bounteous 1958 鹿毛                                                        | Marie Elizabeth                                                                                  | Miss Honor         |                  |
| 母 ユアースポート 1972 鹿毛                                                                      | 母の母ファインサラ 1966 鹿毛                                                                     | Correlation                                                                                      | Free America       | Free America     |
| 母 ユアースポート 1972 鹿毛                                                                      | 母の母ファインサラ 1966 鹿毛                                                                     | Correlation                                                                                      | Braydore           |                  |
| 母 ユアースポート 1972 鹿毛                                                                      | 母の母ファインサラ 1966 鹿毛                                                                     | *レディスラー                                                                                    | Hasty Road         | Hasty Road       |
| 母 ユアースポート 1972 鹿毛                                                                      | 母の母ファインサラ 1966 鹿毛                                                                     | *レディスラー                                                                                    | Surabaja F-No.16-h |                  |

全妹に中央競馬で2勝しエリザベス女王杯で4着したダイナシルエット、半妹ショーアップの子には障害レースで3勝し中山グランドジャンプでも3着したテレジェニックがいる。